# Ковнер, Иосиф Наумович
Ио́сиф Нау́мович Ко́внер (17 (29) декабря 1895, Вильно — 4 января 1959, Москва) — советский композитор и дирижёр, автор песен, оперетт и музыки к драматическим спектаклям и мультфильмам.

## Биография
В 1914 году Иосиф Ковнер окончил Виленское музыкальное училище Русского музыкального общества по классу фортепиано Е. И. Станек-Ловмянской. Музыкальную теорию он изучал у Константина Галкаускаса.
В 1915 году Ковнер учился в Петроградской консерватории. Он изучал композицию у Василия Калафати и инструментовку у Александра Глазунова. С 1918 по 1923 год Ковнер занимался у Георгия Катуара.
С 1923 по 1942 год он был главным дирижёром и заведующим музыкальной частью Московского театра юного зрителя.
Похоронен в Москве на Введенском кладбище (28 уч.).

## Сочинения
Произведения для оркестра
- Симфония-поэма «Путь побед» (1929)
- Детская сюита (1945)
- Сюита для малого симфонического оркестра «Кавказские картины» (1934)

Музыкальные комедии
- Бронзовый бюст (Свердловск, 1945)
- Акулина (по мотивам повести А. С. Пушкина «Барышня-крестьянка», Свердловск, 1948)
- Жемчужина (1954)
- Неземное создание (1955)

Музыка к драматическим спектаклям
- Чёрный яр А. Афиногенова (1928)
- Джордано Бруно Т. Голицыной (1932)
- Сам у себя под стражей П. Кальдерона (1933)
- Вольные фламандцы (1935)
- Сказки Андерсена (1935)
- Скупой рыцарь А.Пушкина (1937)
- Русалка А. Пушкина (1937)
- Том Кенти С. Михалкова (1938)

Музыка к мультфильмам
- Здесь не кусаются (1936)
- Незваный гость (1937)
- Кошкин дом (1938)
- Сказка о попе и работнике его Балде (1940)
- Слон и Моська (1941)

Песни для голоса и фортепиано
- Как высоко над нами наше небо (сл. С. Михалкова)
- Над рекой, рекою быстрою (сл. С. Михалкова)
- Поле, моё поле (сл. А. Масленникова)

## Галерея
- «Сказка о Попе и его работнике Балде» (1973)
- «Слон и Моська» (1941)

Могила Ковнера на Введенском кладбище Москвы.